# Голодная степь
Голо́дная степь (каз. Мырзашөл, узб. Mirzacho‘l / Мирзачўл, рус. Мирзачуль) — глинисто-солончаковая пустыня в Средней Азии (Узбекистан, Южный Казахстан, Зафарабадский район Таджикистана). Расположена на левобережье Сырдарьи, по выходе её из Ферганской долины. Площадь около 10 тыс. км².

## Название
Голо́дной степью в Туркестане называются обширные безводные пространства, лишь местами пригодные для кочевой жизни.

## Рельеф
Голодная степь представляет собой равнину на левобережье Сырдарьи в Сырдарьинской области Узбекистана. Высота над уровнем моря 230—385 м. Расположена на трёх террасах реки Сырдарьи, сложенных лёссовидными супесями и суглинками, а в южной части — пролювиальными отложениями временных потоков с гор. С юга Голодная степь ограничена предгорьями и отрогами Туркестанского хребта. На севере и северо-западе переходит в пустыню Кызылкум, к Сырдарье обрывается уступом высотой 6—20 м.

## Климат
Климат равнины резко континентальный. Средняя температура июля +27,9 °C, января −2,1 °C. Осадков в восточной части около 240 мм в год (максимум — весной).

## Гидрография и почвы
Реки, стекающие с Туркестанского и других хребтов (Санзар, Зааминсу), разбираются на орошение по выходе из гор. Грунтовые воды находятся на небольшой глубине. Почвы — главным образом светлые серозёмы, засоленные, с участками солончаков.

## Флора
Распространены ландшафты эфемеровой и солянковой пустыни. Весной на нераспаханных участках появляется разнообразная травяная растительность (осока, мятлик и др.), которая к маю выгорает, остаются верблюжья колючка, полынь, солянки.

## Освоение и хозяйственное значение

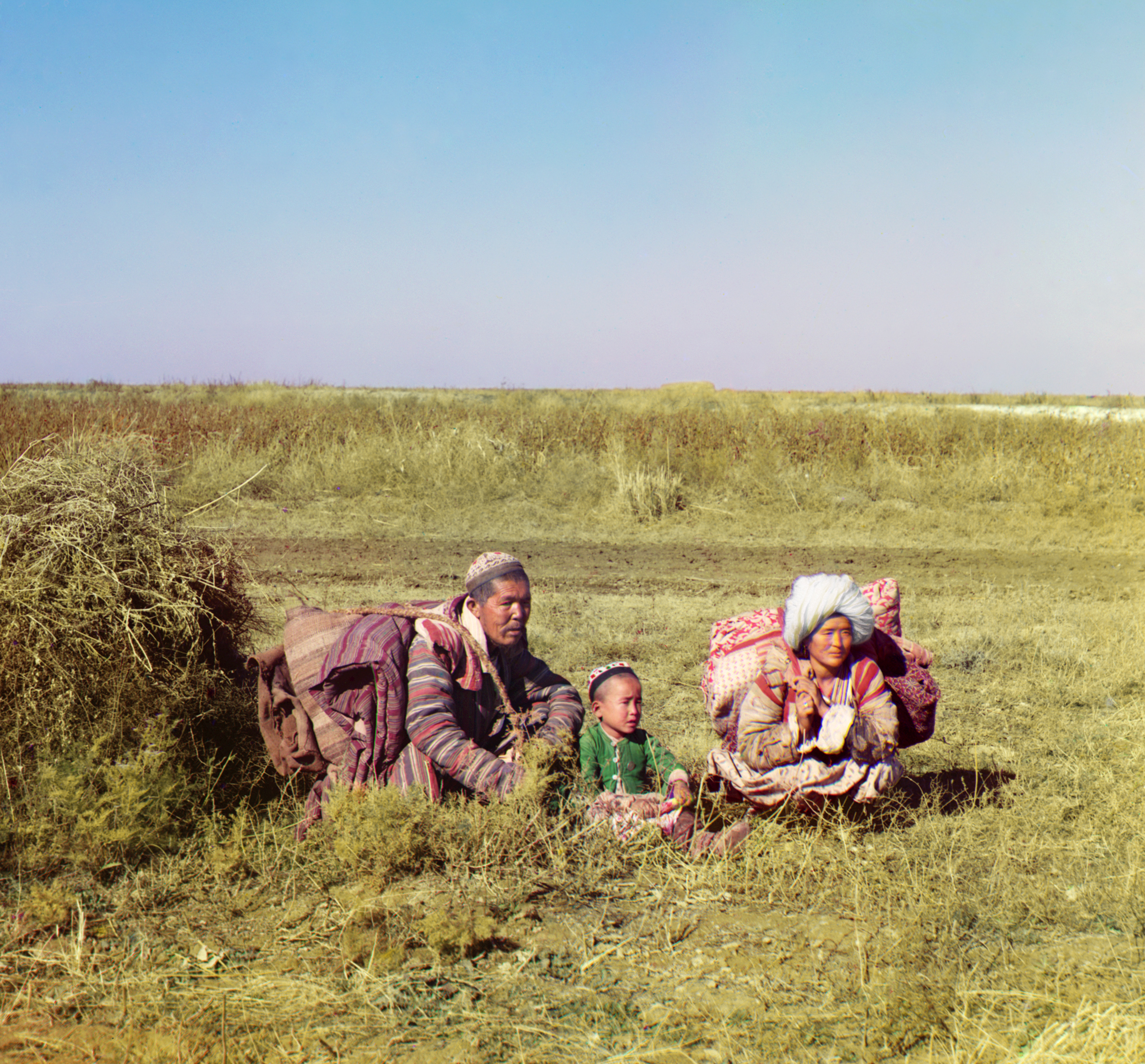
Семья казахских кочевников в Голодной степи (фотография М.С. Прокудина-Горского).

Освоение степи относится к концу XIX века, когда степь окончательно вошла в состав Российской империи. Перед Первой мировой войной в Голодной степи было начато сооружение оросительных каналов.
Тем не менее, широкое вовлечение земель Голодной степи в хозяйственный оборот связывают с советским периодом истории. Декретом Совета народных комиссаров от 17 мая 1918 «Об организации оросительных работ в Туркестане» предусматривалось оросить в Голодной степи 500 тысяч десятин земли. Существовали многочисленные проекты орошения Голодной степи, один из которых включал плотины, административные, общественные, жилые сооружения и был разработан в 1920 году архитектором Ф.О. Шехтелем (не реализован). В 1956 году с целью развития хлопковой монокультуры в одной республике часть территории Голодной степи, находящейся в составе Казахской ССР, была передана Узбекской ССР. С реконструкцией Северного канала им. С.М. Кирова и сооружением Центрального, Южно-Голодностепского каналов и других каналов (особенно за 1950—60-е годы) обширные пространства Голодной степи были обводнены. Это дало возможность превратить бесплодные пустыни в крупный район (площадь около 800 тысяч га) хлопководства Узбекской ССР. В годы СССР в Голодной степи появились новые совхозы, города (Гулистан, Янгиер) и посёлки.